# Gagaúzes
Os gagaúzes (singular: gagauz) são um povo de língua túrquica e majoritariamente cristãos ortodoxos, provenientes da região da Gagaúzia, na atual República da Moldávia, e do sudoeste da Ucrânia (Budjak). A comunidade total de gagaúzes no mundo é formada por aproximadamente 300 mil pessoas.

## Distribuição geográfica
O povo gagauz fora da Moldávia vive principalmente nas regiões ucranianas de Odessa e Zaporíjia, bem como no Cazaquistão, Quirguistão, Uzbequistão, Bulgária, Grécia, Romênia, Brasil, Turcomenistão, Bielorrússia, Estônia, Letônia, Geórgia, Turquia, e na região russa da Cabárdia-Balcária.
Há cerca de 20 mil descendentes de gagaúzes que vivem na Bulgária, além de mais de 3 mil que vivem nos Estados Unidos, no Brasil e no Canadá.

## Origens
A origem dos Gagauz é obscura. No início do século XX, um historiador búlgaro enumerou 19 teorias diferentes sobre a origem destes. Algumas décadas mais tarde, o etnólogo Gagauz M. N. Guboglo, aumentou o número para 21. Nalgumas destas teorias, o povo Gagauz é apresentado como descendente dos Pechenergues, dos Cumanos-Kipchaks ou dum clã de turcosseljúcidas, ou mesmo duma mistura de todos eles. Outros rejeitam a teoria da origem turca dos Gagauz e afirmam-os de origem Balcânica turquificada, búlgara ou grega. O facto de a sua religião ser o cristianismo ortodoxo oriental pode sugerir que os seus antepassados já viviam nos Balcãs antes da conquista otomana no final do Século XIV. 

## Estudos genéticos
Em comparações de ADN, verificou-se que os Gagauz eram geneticamente mais próximos dos grupos europeus vizinhos do sudeste, do que das populações anatólias linguisticamente relacionadas. Distinções mais consideráveis na distribuição dos componentes do cromossoma Y surgiram entre os Gagauz e outros povos turcos. 
A semelhança com as populações vizinhas pode dever-se à ausência de barreiras sociais entre as populações locais e as populações turco-Ortodoxa da Península Balcânica. Outra possibilidade é a mudança linguística de acordo com o modelo da minoria dominante, ou seja, a turquificação.
Os Gagauz pertencem aos haplogrupos de DNA-Y I2a (23,6%), R1a (19,1%), G (13,5%), R1b (12,4%), E1b1b1a1 (11,1%), J2 (5,6%) e Haplogrupo N (2,2%). Finalmente, a análise filogenética do Y-DNA situa os Gagauz mais próximos dos Búlgaros, Macedónios, Romenos, Sérvios e outras populações dos Balcãs, resultando numa elevada distância genética dos Povo turco e outros Povos turcos. As análises mostraram que os Gagauz pertencem às populações dos Balcãs, sugerindo que a língua Gagauz representa um caso de substituição linguística no sudeste da Europa.  De acordo com uma análise autossómica mais detalhada de milhares de SNPs, e não apenas do cromossoma sexual, os Gagauzes são mais próximos dos macedónios étnicos, seguidos pelos macedónios gregos, para além de Tessalónica, e outros como os búlgaros, romenos e Montenegrinos.
Após uma comparação genética entre as populações dos Balcãs, Anatólia e Ásia Central, os resultados mostraram que os Gagauz fazem parte do grupo genético dos Balcãs.  Distinções mais consideráveis na distribuição dos componentes do cromossoma Y surgiu entre os Gagauz e outros povos turcos.

## Brasileiros de ascendência gagauz
- Afanásio Jazadji, jornalista e radialista
- Tânia Gaidarji, atriz e dubladora
- Cláudia Croitor, jornalista e editora-executiva do portal de notícias G1